# Nils a divoké husy
Nils a divoké husy je český animovaný televizní seriál z roku 1998 poprvé vysílaný v rámci Večerníčku v dubnu téhož roku. Seriál vznikl na základě knihy Podivuhodná cesta Nilse Holgerssona Švédskem švédské spisovatelky Selmy Lagerlöfové.
Scénář připravila Martina Drijverová, kameru obstaral Zdeněk Kovář. Hudbu připravil Emil Viklický. Seriál namluvil Pavel Soukup. Bylo natočeno 7 epizod v délce cca 8 až 9 minut.

## Synopse
Malý chlapec Nils Holgersson je skřítkem potrestán a je proměněn v trpaslíka. A na zádech domácího housera Martina se vydává na pouť s husím hejnem. Na této cestě se snaží porozumět přírodě, zvířatům, lidem i sám sobě.

## Seznam dílů
1. Skřítek
2. Lišák
3. Krysy
4. Labutě
5. Orel
6. Vlci
7. Návrat

## Další tvůrci
- Animátor: Pavel Bouda, Růžena Brožková, Lucie Habartová, Milada Kačenová, Hana Petrová
- Výtvarník: Jitka Walterová